# Marc Evans
Marc Evans (nascut el 1963) és un director de cinema i televisió gal·lès, els crèdits del qual inclouen les pel·lícules House of America, Resurrection Man i My Little Eye.

## Biografia
Evans va néixer el 1963 a Cardiff, Gal·les. Va estudiar una llicenciatura en història de l'art a la Universitat de Cambridge, i després va fer un any abans de fer un curs d'un any de cinema a la Universitat de Bristol, on dels seus contemporanis va ser Michael Winterbottom.

### Carrera
Evans va treballar com a runner] per a una empresa de publicitat a Londres, abans de començar a dirigir drames de televisió, començant amb produccions en gal·lès per a S4C, i va treballar en episodis de The Ruth Rendell Mysteries.
Després va passar al cinema, amb House of America (1997) sobre un jove immigrant que arriba de Gal·les als Estats Units, que s'enfonsa amb el somni americà. El 1998 va començar la polèmica sobre el seu Resurrection Man, un drama d'època de terror extrem ambientat enmig de la violència sectaria a Irlanda del Nord.
Les pel·lícules posteriors de Marc Evans mostren un canvi d'una exploració de les relacions entre la identitat nacional i el mite, a una reelaboració innovadora del gènere de terror a l'aclamat per la crítica My Little Eye, que va aprofitar el Zeitgeist a través de la seva crítica integrada dels extrems de la realitat televisiva i d'Internet. El seu primer èxit de taquilla va ser la pel·lícula de terror inspirada en Big Brother, My Little Eye. El 2004 va dirigir Trauma protagonitzada per Colin Firth, Mena Suvari i Brenda Fricker; el guió fou escrit per Richard Smith, que va recuperar els elements més foscos de My Little Eye mitjançant un esgarrifós estudi psicològic de l'amnèsia i desesperació.
El 2006, va dirigir el llargmetratge canadenc Snow Cake, protagonitzat per Sigourney Weaver i Alan Rickman. El seu documental In Prison My Whole Life, sobre el condemnat a mort Mumia Abu-Jamal, es va estrenar al Festival de Cinema de Londres de 2007 i va ser seleccionat per al Festival de Cinema de Sundance el 2008.
Evans, en una entrevista a Cineworld Cinema a Cardiff, va declarar que està treballant en un ambient musical a Swansea de l'any 1976, amb Catherine Zeta-Jones, que després va canviar per Minnie Driver. La pel·lícula, Hunky Dory, es va estrenar al 55è BFI London Film Festival i es va estrenar el 2 de març de 2012 al Regne Unit i Irlanda. La pel·lícula també és protagonitzada per Kimberley Nixon i Aneurin Barnard, l'actor del West End de Spring Awakening.
Va aparèixer a A Life in the Death of Joe Meek, un documental independent sobre el productor discogràfic britànic Joe Meek, que inicialment havia de dirigir.
També el 2012, Marc Evans va dirigir la producció d'ITV Doors Open, una adaptació televisiva d'un llibre del novel·lista policial Ian Rankin. La pel·lícula explica la història d'un milionari fet a si mateix, un professor d'art i un banquer, que s'uneixen per emprendre un audaç robatori d'art. La pel·lícula de televisió és protagonitzada per Douglas Henshall i Stephen Fry.
Evans també va dirigir el proper documental titulat Jack to a King – The Swansea Story, sobre l'ascens del Swansea City Football Club a la Premier League en la darrera dècada. Està produït per YJB Films i es va estrenar el 12 de setembre de 2014. Durant la producció del documental, Evans va admetre que "El que més em va atreure va ser que era una cosa totalment fora de la meva experiència i una història que no havia escoltat abans. Va ser una pel·lícula sense cap supervisió d'adults; estava allà per a la presa, ja que ningú va dir com s'havia de fer. Érem lliures de fer el tipus de pel·lícula que creiem que podríem fer.”
Evans va dirigir Cassy and Jude, una comèdia romàntica pel·lícula basada en la novel·la Cassandra at the Wedding de Dorothy Baker. La pel·lícula està produït per Sam Taylor i Mike Downey de Film & Music Entertainment Ltd, i és produït per Stephen Daldry.
Es rumoreja que Marc Evans dirigirà una altra pel·lícula musical, titulada Once Upon a Time in Wigan, sobre l'escena del northern soul al Wigan Casino ambientada als anys 70. Tanmaetix, es deia que va dirigir la comèdia israeliano-palestina Birthright, produïda per BoomGen Studios, amb seu a Nova York. La pel·lícula explica la història d'un noi jueu-americà tímid, que segueix la noia dels seus somnis en un viatge a Israel, només per acabar perdut a Palestina. El guió de aquesta pel·lícula va ser escrita per Ari Issler i Ben Snyder, després d'haver estat de viatge a Israel.
Evans és professor visitant a l'escola d'arts creatives de la Universitat de Glamorgan ATRiuM.

### Vida personal
Marc Evans està casat amb l'actriu Nia Roberts; la parella viu a Cardiff i té una filla, Edith.

## Filmografia

### Cinema
Director
| Any  | Títol              | Notes                                |
| ---- | ------------------ | ------------------------------------ |
| 1994 | Arthur's Departure |                                      |
| 1997 | House of America   | Premi BAFTA Cymru al millor director |
| 1998 | Resurrection Man   |                                      |
| 2002 | My Little Eye      |                                      |
| 2004 | Trauma             |                                      |
| 2006 | Snow Cake          |                                      |
| 2010 | Patagonia          | també guionista                      |
| 2011 | Hunky Dory         |                                      |
| 2015 | Cassy and Jude     |                                      |

Productor executiu
- Cymru Fach (2008)

### Televisió
Telefilms
- Le jeu du roi (1991)
- Thicker than Water (1994)
- Bliss (1995)
- Doors Open (2012)

Sèries de televisió
- East of the Moon (1988)
- Letters from Patagonia (1988)
- The Gift (1990, minisèrie, co-director)
- Friday on My Mind (1992)
- The Ruth Rendell Mysteries: "Master of the Moor" Parts 1, 2 i 3 (1994)
- Collision (2009, minisèrie)
- Playhouse Presents: "Gifted" (2013)
- Hinterland: "Devil's Bridge" (2013)
- Safe House (2017)
- The Pembrokeshire Murders (2021)
- Steeltown Murders (2023)

### Documentals
| Any  | Títol                              | Director | Guionista |
| ---- | ---------------------------------- | -------- | --------- |
| 1994 | Silent Village                     | Sí       | No        |
| 2000 | Beautiful Mistake                  | Sí       | Sí        |
| 2003 | Dal: Yma/Nawr                      | Sí       | No        |
| 2007 | In Prison My Whole Life            | Sí       | Sí        |
| 2014 | Jack to a King – The Swansea Story | Sí       | No        |
| 2019 | The Prince and The Bomber          | Sí       | No        |